# Mikrolinseneffekt
Der Mikrolinseneffekt (englisch microlensing) bezeichnet in der Astronomie den Fall von Gravitationslinsen, bei denen der Abstand zwischen den verschiedenen durch die Gravitationslinse erzeugten Bildern des Hintergrundobjekts so gering ist, dass sie von heutigen Teleskopen nicht getrennt beobachtet werden können und auch die Lichtablenkung nicht gemessen werden kann.
Die Wirkung der Gravitationslinse zeigt sich dann dadurch, dass das Gesamtlicht der unaufgelösten Bilder des Hintergrundobjekts heller erscheint, als es ohne die Linse wäre. Eine solche Verstärkung wäre an sich noch nicht leicht erkennbar, da die eigentliche Helligkeit und Entfernung des Hintergrundobjekts normalerweise nicht bekannt sind. Bewegen sich aber Linse und Hintergrundobjekt am Himmel sehr nahe aneinander vorbei, dann nimmt die Helligkeit während eines solchen Mikrolinsen-Ereignisses in charakteristischer Weise zu und wieder ab, während das durch den Einsteinradius gegebene Gebiet hoher Verstärkung durchquert wird.

## Mikrolinsen in der Milchstraße und nahen Galaxien

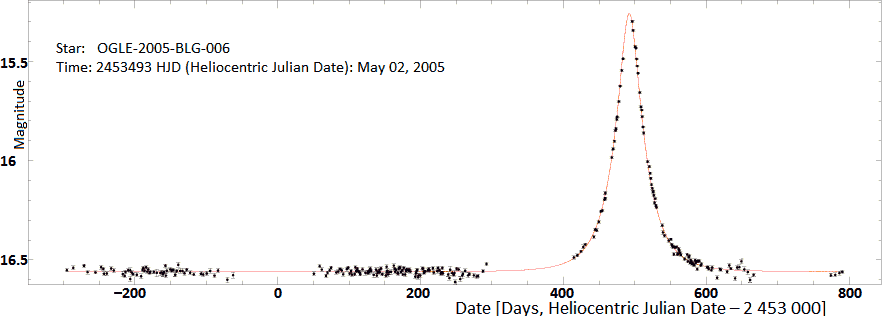
Beispiel für die Lichtkurve eines Mikrolinsen-Ereignisses: Schwarze Punkte geben Messungen wieder, die rote Linie ein Modell. Die Zeiteinheit ist Tage.

Im am besten untersuchten Fall des Mikrolinseneffekts werden Hintergrundsterne im Bulge der Milchstraße oder in den Magellanschen Wolken beobachtet. Quert ein Objekt von Planeten- bis Sternmasse vor einem solchen Stern, dann wird der Hintergrundstern merklich verstärkt, solange er sich nahe oder innerhalb des Einsteinradius befindet. Dieser Radius ist für stellare Massen und Entfernungen von etlichen Kiloparsec von der Größenordnung einer Tausendstel Bogensekunde. Je nach Masse des Linsenobjekts und der relativen Bewegung von Linse und Hintergrundobjekt dauert das Mikrolinsen-Ereignis einige Tage bis Monate. Da die Linsenwirkung nur von der Masse abhängt, tritt sie auch für leuchtschwache Linsen wie alte weiße Zwerge, Neutronensterne und braune Zwerge auf, die für direkte Beobachtung in großer Entfernung zu schwach sind.
Die Wahrscheinlichkeit, dass ein bestimmter Hintergrundstern zu einem bestimmten Zeitpunkt gerade ein solches Ereignis zeigt, ist sehr gering, von der Größenordnung 10−6. Es müssen also Millionen Hintergrundsterne gleichzeitig überwacht werden, um Mikrolinsenereignisse zu finden. Unter diesen Sternen sind aber auch etwa 1 % veränderliche Sterne verschiedener Typen, von denen die Mikrolinsen-Ereignisse unterschieden werden müssen. Kriterien dafür sind die Form und Symmetrie des Helligkeitsanstiegs und ‑abfalls, die Einmaligkeit des Mikrolinsen-Ereignisses im Gegensatz zur Wiederholung vieler Helligkeitsveränderungen von Sternen und die Tatsache, dass Gravitationslinsen für alle Wellenlängen gleich verstärken, während innere Helligkeitsänderungen von Sternen oft mit Farbänderungen verbunden sind.
In Richtung auf entferntere Galaxien der lokalen Gruppe wie den Andromedanebel können ebenfalls Mikrolinsen-Ereignisse beobachtet werden. Wegen der größeren Entfernung zeigen sie sich als Helligkeitsanstieg eines Bildelements (Pixels), in dem das Licht des tatsächlich verstärkten Sterns mit dem anderer Sterne vermischt ist.

## Suche nach den Bestandteilen Dunkler Materie
Die ersten Suchen nach dem Mikrolinseneffekt entstanden in der Folge einer Arbeit von Bohdan Paczyński aus dem Jahr 1986. Wenn ein großer Teil der Dunklen Materie im Halo unserer Milchstraße aus schwach oder gar nicht leuchtenden Objekten mit Planeten- bis Sternmasse bestände, könnten solche Massive Astronomical Compact Halo Objects (MACHOS) durch die Suche nach Mikrolinsen-Ereignissen in Richtung auf Hintergrundsterne in den Magellanschen Wolken entdeckt werden. Mehrere Suchprogramme wie OGLE entdeckten um 1993 die ersten Ereignisse. Im Wesentlichen sind sie aber durch bekannte Sternpopulationen erklärbar, es gibt keine Anzeichen, dass ein überwiegender Teil der Dunklen Materie aus MACHOS besteht. Ein zuvor populäres Modell, bei dem die dunkle Materie aus Objekten mit nur 10−6 bis 10−2 Sonnenmassen besteht, ähnlich Planeten, konnte damit ausgeschlossen werden, da dann sehr viel mehr kurze Mikrolinsen-Ereignisse auftreten sollten.

## Suche nach Exoplaneten
Wenn ein Stern, der ein Mikrolinsenereignis verursacht, einen Planeten hat und dieser Exoplanet sehr nahe an der Sichtlinie zum Hintergrundstern vorbeiwandert, wird die Lichtkurve des Ereignisses modifiziert. Zusätzlich zum langsamen Helligkeitsanstieg und -abfall, der durch die Linsenwirkung des Vordergrundsterns entsteht, kommt es zu einer kurzen Helligkeitsspitze von nur etwa einem Tag Dauer. Solche Ereignisse wurden tatsächlich beobachtet.

## Mikrolinsen bei hoher Rotverschiebung
Gravitationlinsen, bei denen eine Galaxie als Linse ein kompaktes entferntes Objekt wie einen Quasar abbildet, zeigen eine weitere Ausprägung des Mikrolinseneffekts: die veränderliche Mikrolinsenwirkung der einzelnen Sterne dieser Galaxie trägt zu den Helligkeitsschwankungen der Bilder des Hintergrundobjekts bei. Diesen Effekt der Rotverschiebung hat Kyongae Chang bereits 1980 in ihrer Dissertation beschrieben. Makro-Gravitationslinsen mit zusätzlichem Mikrolinseneffekt durch einen einzelnen Stern, der in der Sichtlinie eines der Bilder eines Hintergrundobjektes liegt, werden nach ihr und Sjur Refsdal auch Chang-Refsdal-Linsen genannt.